# Marja-Liisa Vartio
Marja-Liisa Orvokki Vartio, född 11 september 1924 i Säminge, död 17 juni 1966 i Nyslott, var en finländsk författare. Hon tog fil mag-examen 1950, och var från 1955 gift med författaren Paavo Haavikko.
Vartio debuterade som lyriker, besläktad med Edith Södergran, men även påverkad av folkdiktning. Hon gav 1955 ut en novellsamling och fick sitt genombrott med romanen Se on sitten kevät ("Det är ännu vår", 1957). Den symboliska romanen Fåglarna var hans (1967) räknas som hennes huvudverk. Hon gav också ut hörspel.

## Verk översatta till svenska
- Man som man, flicka som flicka, 1959 (Mies kuin mies, tyttö kuin tyttö)
- Kvinnors drömmar, 1961 (Kaikki naiset näkevät unia)
- Känslor: roman, 1963 (Tunteet)
- Fåglarna var hans, 1994 (Hänen olivat linnut)